# Vijfkamp (carambolebiljart)
De vijfkamp (ook wel pentat(h)lon genoemd) in het carambolebiljart bestaat tegenwoordig uit de onderdelen libre, ankerkader 47/2, ankerkader 71/2, bandstoten en driebanden. In 1933 werd in Vichy de eerste vijfkamp georganiseerd met kader 45/2 en 71/2 in plaats van de huidige ankerkader spelsoorten. Het eerste wereldkampioenschap werd georganiseerd in 1934 en daarna zeer onregelmatig. 